# Осада Тира (1187)
Осада Тира (фр. Siège de Tyr) — осада города, находившегося в руках крестоносцев, армией Салах ад-Дина. Она длилась с 12 ноября 1187 года по 1 января 1188 года. Султан Салах ад-Дин хотел лишить крестоносцев последнего порта в Иерусалимском королевстве, который мог бы служить базой для их последующих вторжений с моря. Защитой города руководил Конрад Монферратский. После двух месяцев непрерывной борьбы Салах ад-Дин был вынужден снять осаду.

## Предыстория
В июле 1187 года айюбидский султан Египта Салах ад-Дин Юсуф разгромил армию крестоносцев у рогов Хаттина. В течение последующих полутора месяцев он захватил практически все города Иерусалимского королевства, причём многие сдались ему без боя. Салах ад-Дин планировал отобрать у христиан все порты, чтобы лишить их возможности получать подкрепления морским путём. Уже к 9 августа в его руках были Акра, Сидон и Бейрут. Тир остался единственной крупной крепостью-портом королевства, которую Салах ад-Дин ещё не завоевал.
14 июля 1187 года в Тир прибыл Конрад Монферратский, брат Вильгельма, графа Яффы и Аскалона и дядя короля Иерусалима Балдуина V. В хронике содержится рассказ о том, что до приезда Конрада Рено де Гранье вёл переговоры с Салах ад-Дином о сдаче города. Салах ад-Дин якобы передал Рено свои знамёна, чтобы тот повесил их на городских башнях, но прибывший Конрад Монферратский выбросил их в ров.
Конрад приступил к организации защиты города. Султан дважды проходил мимо Тира, покоряя крепости побережья. Арабский хронист Ибн аль-Асир утверждал, что в то время Тир был ещё открыт и незащищён и Салах ад-Дин мог без труда захватить его, если бы не дал христианам время дополнительно укрепить город. Решение Салах ад-Дина сначала захватить Иерусалим дало Конраду время закончить работы по укреплению цитадели. Рыцари из гарнизонов крепостей, которые Салах ад-Дин захватил к тому моменту, собрались в Тире, увеличив число его защитников. Мусульманский авангард прибыл к стенам Тира 12 ноября и начал осаду. Остальная часть армии во главе с Салах ад-Дином подошла 13 дней спустя.

## Ход осады

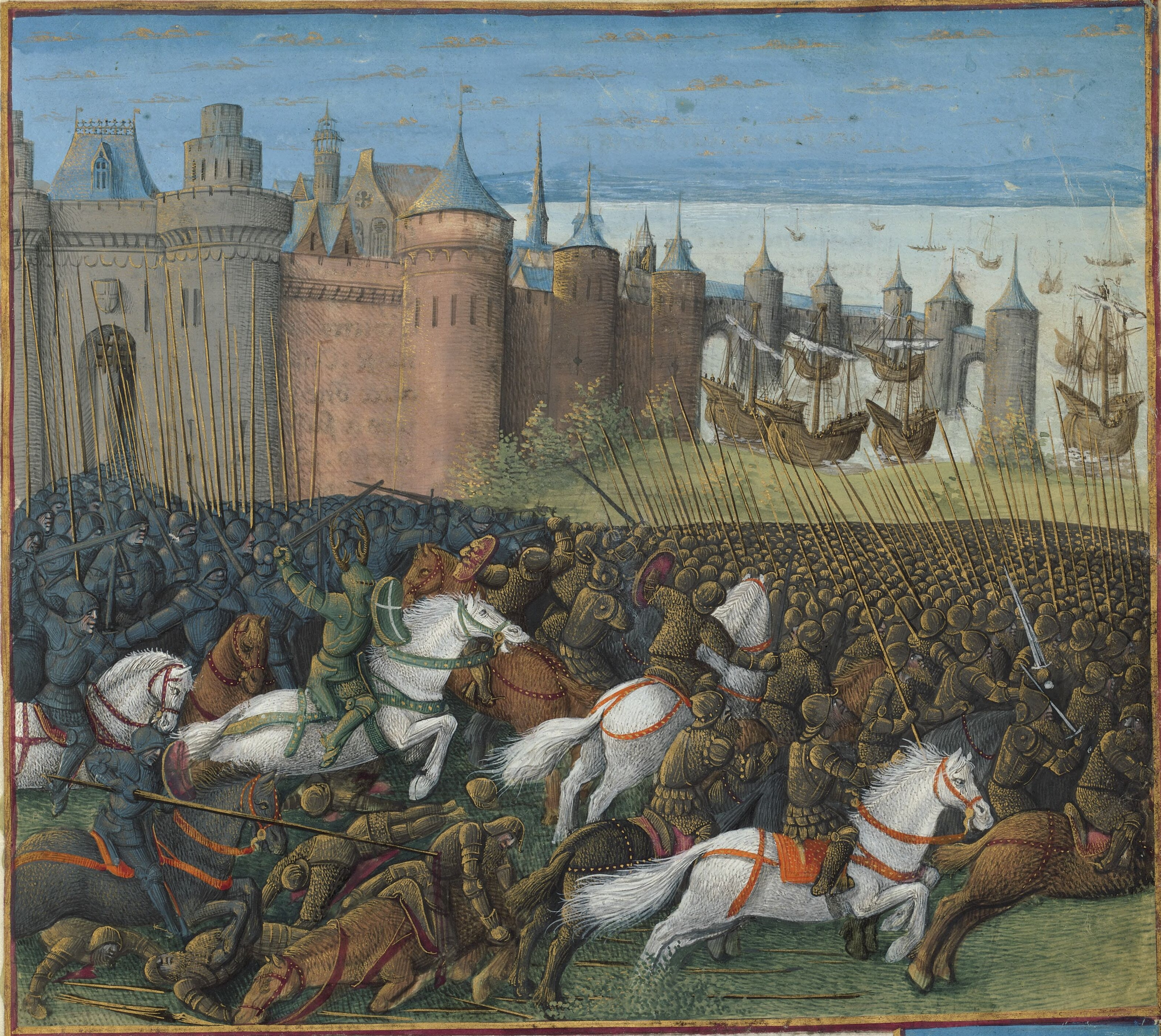
Осада Тира, Миниатюра Жана Коломба из книги Себастьена Мамро «Походы французов в Утремер» (1474)

«Ни один город не имеет более выгодного расположения, как этот. С суши можно подойти, лишь миновав три или четыре потерны, каждая из которых окружена высокими башнями», — писал о Тире за несколько лет до осады арабский путешественник Ибн Джубайр. Крепость Тира была построена на острове, который при Александре Македонском был соединен молом с сушей. За прошедшие века намытый к молу морем песок образовал перешеек. Ибн аль-Асир описывал город так: «Тир был как рука, вытянутая в море, только запястьем соединённая с сушей.<…> Перешеек был так узок, что стрелы перелетали с одной стороны на другую». Гавань Тира была достаточно глубоководна для стоянки кораблей, она была защищена цепью, натянутой между двумя башнями.
Когда Салах ад-Дин прибыл для осады города, он увидел, что Конрад велел прорыть ров через этот единственный наземный путь в город, превратив полуостров в остров. Это помешало султану использовать численное преимущество. Тир был окружён двойным рядом зубчатых стен, которые Салах ад-Дин велел постоянно обстреливать из четырнадцати (или семнадцати) катапульт. В ответ со стоявших в гавани кораблей крестоносцы обстреливали атакующую армию из луков, арбалетов и камнемётов. Более поздние хроники  упоминали, что египетский султан привел к стенам Тира престарелого отца Конрада, Вильгельма V Старого, плененного при Хаттине, и предложил освободить его взамен на сдачу города. Конрад направил на отца баллисту и заявил, что Вильгельм прожил долгую жизнь и что лучше он лично убьет своего отца, чем сдаст город. Будто бы старик крикнул своему сыну, чтобы он не соглашался на сдачу, даже когда египтяне стали угрожать убить его. Салах ад-Дин якобы сказал о Конраде: «Этот человек неверующий и очень жестокий», однако это поступок произвел впечатление на султана и он отпустил Вильгельма; в 1188 году отец и сын воссоединились в Тартусе. У современника событий Робера де Клари в описании осады Тира эпизод с отцом Конрада отсутствует.
Все атаки Салах ад-Дина провалились и осада затянулась. Согласно продолжению хроники Вильгельма Тирского, защитники производили редкие вылазки во главе с испанским рыцарем по имени Санчо Мартин, более известным как «Зеленый рыцарь» из-за цвета его доспехов. Его храбрость и мастерство, как говорили, вызывали восхищение как среди христиан, так и у мусульман, и особенно, у Салах ад-Дина. Говорили, что Салах ад-Дин предложил ему огромные богатства, если он примет ислам и будет сражаться в его армии. Но Санчо отказался и христианские отряды под его командованием продолжали нападать на мусульманскую армию.
С суши Тир был неприступен. Стало ясно, что только отрезав город от снабжения со стороны моря, Салах ад-Дин сможет взять город. Он вызвал к себе из Египта флот из 10 галер под командованием Абд аль-Саляма аль-Магриби, «храброго и опытного» моряка. Мусульманский флот вначале успешно рассеял христианские галеры и замкнул кольцо осады города с моря. Однако в течение ночи 29—30 декабря христианский флот из 17 судов напал на 5 мусульманских галер, нанеся решительное поражение и захватив их вместе с аль-Магриби. Мусульманские летописцы утверждают, что к поражению привела некомпетентность одного из египетских командиров, Аль-Фариса Бедрана. Говорили, что поражённый этой неудачей Салах ад-Дин «отрезал уши и хвост у своей лошади и проехал на ней через всю армию на виду у всех». После этого Салах ад-Дин приказал остальным галерам отступить к Бейруту, опасаясь полностью потерять флот. Снятие блокады со стороны моря имело для осаждённых огромное значение. Прежде всего, оно подняло моральный дух крестоносцев. Кроме того, снабжение города со стороны моря продолжилось, что облегчало положение осаждённых и затрудняло мусульманам ведение осады. После этой неудачи 1 января Салах ад-Дин сделал последнюю попытку взять город штурмом, атаковав стену под барбаканом, но снова потерпел поражение, понеся большие потери. Конрад Монферратский лично принимал участие в отражении атаки. В тот же день Салах ад-Дин собрал своих эмиров, чтобы обсудить, должны ли они отступить или стоит продолжить осаду города. Мнения разделились, но Салах ад-Дин, видя состояние своего войска, решил отступить в Акру и приказал сжечь все осадные приспособления, которые нельзя увезти с собой. 1 января 1188 года стал последним днём осады Тира.

## Последствия
Единственная критика Салах ад-Дина, которую можно найти у мусульманских хронистов, касается неудачной осады Тира: «таким был обычай султана. Если город не сдавался, он уставал от него и от осады и уходил… за это никого нельзя винить, кроме Саладина, потому что именно он отправил армии франков в Тир». Неудача показала неспособность армии Салах ад-Дина проводить длительные осады. Этот эпизод стал поворотным моментом в его деятельности, прервав череду побед, начавшуюся у Хаттина.
Для крестоносцев это была очень важная победа, потому что Тир стал объединяющим пунктом для будущего христианского возрождения во времена Третьего крестового похода. Это было единственное сражение, выигранное крестоносцами в 1187 году после поражения при Хаттине и сдачи Иерусалима. Если бы Тир не устоял, вполне вероятно, что третий крестовый поход был бы гораздо менее успешным. После победы престиж Конрада Монферратского поднялся на небывалую высоту.

## Комментарии
1. ↑  Салимбене (1221— ок. 1288), продолжение хроники Вильгельма Тирского, Itinerarium Peregrinorum et Gesta Regis Ricardi[англ.], скомпилированная в 20-х годах XIII века